# Juan Hidalgo Hernández
Juan Hidalgo Hernández (Córdoba, 1975) es un activista político y candidato a la Alcaldía de Córdoba por la coalición Hacemos Córdoba. Fue concejal delegado de Servicios Sociales y Cooperación del Ayuntamiento de Córdoba entre 2017 y 2019.

## Biografía
Es diplomado en magisterio en la especialidad de educación física por la Escuela Normal de Magisterio de Córdoba. Vinculado a causas sociales, es un activista de la solidaridad internacional, especialmente con Palestina y con la República Árabe Saharaui Democrática. Ha sido miembro de la plataforma «Córdoba con Palestina». Desde 2021, es secretario político del Partido Comunista de España en la provincia de Córdoba. Anteriormente ha sido responsable de Solidaridad Internacional en el Partido Comunista de Andalucía.
Hidalgo fue el número cinco en la candidatura de Izquierda Unida al Ayuntamiento de Córdoba en las elecciones municipales del año 2015, sin obtener acta de concejal. Sin embargo, en agosto de 2017 es nombrado concejal tras la dimisión de Rafael del Castillo. En virtud del acuerdo de gobierno de coalición municipal entre PSOE e IU, asume la Delegación de Servicios Sociales y Cooperación. En las elecciones municipales de 2019 repite como número cinco en la candidatura de Izquierda Unida al Ayuntamiento de Córdoba, quedándose sin acta de concejal al obtener IU solo tres escaños.

## Candidato a la Alcaldía de Córdoba
El 5 de febrero de 2023, Izquierda Unida, Podemos, Alianza Verde, Iniciativa del Pueblo Andaluz y Verdes-Equo anuncian que concurren de forma conjunta a las elecciones municipales del 28 de mayo de 2023 con una nueva marca electoral: Hacemos Córdoba. En virtud de este acuerdo, Juan Hidalgo es nombrado candidato a la Alcaldía y número uno de la lista de la coalición. El número dos y tres de la candidatura lo ocupan las líderes de Podemos e IU en la ciudad, Carmen García (Podemos) e Irene Ruiz (IU).